# ماكس فون شينكندورف
ماكس فون شينكندورف (24 فبراير 1875 - 6 يوليو 1943) جنرالًا في الفيرماخت ألمانيا النازية خلال الحرب العالمية الثانية كان قائد المنطقة الخلفية لمجموعة الجيوش خلف مجموعة الجيوش الوسطى من مارس 1941 حتى وفاته. وهو معروف بتنظيم مؤتمر موغيليف، الذي ناقش فيه ضباط فيرمانخت وقوات الأمن الخاصة تكتيكات «قتال قطاع الطرق»، مما يعني القتل الجماعي لليهود وغيرهم من الأعداء الحقيقيين أو المتصورين. وأسفر المؤتمر عن تكثيف الإبادة الجماعية التي كانت تحدث بالفعل في المنطقة الخلفية لمركز مجموعة الجيش.

## العمليات الأمنية في الاتحاد السوفيتي المحتل
أدت عقيدة فيرماخت العدوانية الأمنية في الخطوط الخلفية، واستخدام «التهديد الأمني» لإخفاء سياسات الإبادة الجماعية، إلى تعاون وثيق بين الجيش والأجهزة الأمنية وراء الخطوط الأمامية خلال عملية بربروسا، الغزو الألماني عام 1941 للاتحاد السوفيتي. نظم شينكندورف مؤتمرا ميدانيا لمدة ثلاثة أيام في موغيليف لخلق «تبادل الخبرات» لقادة الوحدة الخلفية للفيرماخت.  تم اختيار الضباط المشاركين على أساس «إنجازاتهم وخبراتهم» في العمليات الأمنية التي تم تنفيذها بالفعل؛ تضمن المشاركون ممثلين عن القيادة العليا للجيوش الألمانية ومجموعة الجيوش الوسطى. 
بدأ المؤتمر في 24 سبتمبر وركز على «محاربة البارتزيات» (Bekämpfung von Partisanen) وعلى عكس آراء شينكندورف حول الحاجة إلى القضاء التام على مقاومين الاحتلال الألماني باعتبارها السبيل الوحيد لتأمين الأراضي خلف الجيوش. وشملت المحادثات المقدمة: تقييم المنظمات والتكتيكات السوفيتية «قطاع الطرق»، ولماذا كان من الضروري قتل المفوضين السياسيين فور القبض عليهم، والحصول على معلومات استخبارية من المتعاونين المحليين. وكان من بين المتحدثين: آرثر نيبي، قائد أينزاتسغروبن بي؛ قائد القوات الخاصة والشرطة الاعلى إريك فون ديم باخ زيلفسكي؛ ماكس مونتوا، قائد فوج الشرطة - الوسط؛ هيرمان فيجيلين قائد لواء الفرسان إس إس؛ وجوستاف لومبارد قائد فوج الفرسان الأول. ركز حديث نبي على دور الشرطة الأمنية الالمانية في المعركة المشتركة ضد «البارتزيان» و «النهب». كما غطى «المسألة اليهودية»، مع إيلاء اهتمام خاص للحركة المعادية للحزب.  
تضمن المؤتمر ثلاث تمارين ميدانية. في اليوم الثاني، سافر المشاركون إلى مستوطنة Knyazhichi (الألمانية: Knjaschitschi). وفقًا لتقرير ما بعد الإجراء، لم يتم العثور على «الغرباء المشبوهين» (أورتسفرمدي)، أي «البارتزيان»، لكن كشف السكان كشف عن واحد وخمسين مدنيًا يهوديًا، تم إطلاق النار على اثنين وثلاثين منهم. تم توزيع ملخص تنفيذي من 16 صفحة للمؤتمر على قوات الفيرماخت ووحدات الشرطة في المنطقة الخلفية. أدى المؤتمر، فيما يبدو أنه «تدريب ضد البارتزيان»، إلى زيادة كبيرة في الفظائع الم رتكبة ضد اليهود وغيرهم من المدنيين في الأشهر الثلاثة الأخيرة من عام 1941. 
توفي شينكندورف في 6 يوليو 1943 خلال عطلة في Karpacz في الجبال العملاقة بنوبة قلبية.  

### اقتباسات
1. 1 2  Discogs | Max von Schenckendorff (بالإنجليزية), QID:Q504063
2. 1 2 3  Beorn 2014.
3. ↑  Förster 1998.
4. ↑  Blood 2006.

### قائمة المراجع
- Beorn، Waitman Wade (2014). Marching into Darkness: The Wehrmacht and the Holocaust in Belarus. Cambridge, MA: Harvard University Press. ISBN:978-0-674-72550-8. مؤرشف من الأصل في 2023-07-31.  Beorn، Waitman Wade (2014). Marching into Darkness: The Wehrmacht and the Holocaust in Belarus. Cambridge, MA: Harvard University Press. ISBN:978-0-674-72550-8. مؤرشف من الأصل في 2023-07-31.  Beorn، Waitman Wade (2014). Marching into Darkness: The Wehrmacht and the Holocaust in Belarus. Cambridge, MA: Harvard University Press. ISBN:978-0-674-72550-8. مؤرشف من الأصل في 2023-07-31.
- Blood، Phillip W. (2006). Hitler's Bandit Hunters: The SS and the Nazi Occupation of Europe. Potomac Books. ISBN:978-1-59797-021-1. مؤرشف من الأصل في 2015-12-24.  Blood، Phillip W. (2006). Hitler's Bandit Hunters: The SS and the Nazi Occupation of Europe. Potomac Books. ISBN:978-1-59797-021-1. مؤرشف من الأصل في 2015-12-24.  Blood، Phillip W. (2006). Hitler's Bandit Hunters: The SS and the Nazi Occupation of Europe. Potomac Books. ISBN:978-1-59797-021-1. مؤرشف من الأصل في 2015-12-24.
- Förster، Jürgen (1998). "Securing 'Living-Space'". في Boog؛ Förster؛ Hoffmann؛ Klink؛ Müller؛ Ueberschär (المحررون). The Attack on the Soviet Union. مكتب أبحاث التاريخ العسكري. Oxford: Clarendon Press. ج. IV. ص. 1189–1244. ISBN:0-19-822886-4. {{استشهاد بكتاب}}: تجاهل المحلل الوسيط |عمل= (مساعدة)  Förster، Jürgen (1998). "Securing 'Living-Space'". في Boog؛ Förster؛ Hoffmann؛ Klink؛ Müller؛ Ueberschär (المحررون). The Attack on the Soviet Union. مكتب أبحاث التاريخ العسكري. Oxford: Clarendon Press. ج. IV. ص. 1189–1244. ISBN:0-19-822886-4. {{استشهاد بكتاب}}: تجاهل المحلل الوسيط |عمل= (مساعدة)  Förster، Jürgen (1998). "Securing 'Living-Space'". في Boog؛ Förster؛ Hoffmann؛ Klink؛ Müller؛ Ueberschär (المحررون). The Attack on the Soviet Union. مكتب أبحاث التاريخ العسكري. Oxford: Clarendon Press. ج. IV. ص. 1189–1244. ISBN:0-19-822886-4. {{استشهاد بكتاب}}: تجاهل المحلل الوسيط |عمل= (مساعدة)